# Henrique Constantino (político português)
Henrique de Oliveira Constantino (1939 - Lisboa,  27 de dezembro de 1995), conhecido como Henrique Constantino, foi um político português. Exerceu a função de Ministro do Equipamento Social durante dois meses, entre outubro e dezembro de 1995.
Foi nomeado Ministro do Equipamento Social do XIII Governo Constitucional (chefiado por António Guterres) a 28 de outubro de 1995, com uma equipa constituída por Luís Simões, como Secretário de Estado das Obras Públicas, Emílio Rosa na Habitação, e Monteiro Fernandes, nos Transportes.
Na execução da função ministerial, deixou o nome associado à abolição das portagens.
A 26 de dezembro de 1995, António Guterres anunciou a sua substituição no cargo, por motivo de doença, passando o ministério a Murteira Nabo. Morreu subitamente no dia seguinte, a 27 de dezembro de 1995.